# Oxalis suksdorfii
Oxalis suksdorfii är en harsyreväxtart som beskrevs av Trelease. Oxalis suksdorfii ingår i släktet oxalisar, och familjen harsyreväxter. Inga underarter finns listade i Catalogue of Life.